# 장정진
장정진(張正鎭, 1953년 1월 24일 ~ 2004년 10월 11일)은 대한민국의 성우이다.

## 생애
1977년 TBC 9기 성우로 입사하며 데뷔했고, 3년 후인 1980년 언론통폐합으로 TBC가 폐국되면서 KBS 15기 성우로 소속이 바뀌었다. 1980년대까지는 주로 KBS 위주로 활동했으나, 1990년대부터 프리랜서로 활동하며 3사 지상파 방송에 모두 출연했다.
《달려라 하니》의 ‘홍두깨’, 《하록 선장》의 '하록', 《원피스》의 '쥬라클 미호크‘ 역으로 유명하다. 또한 1997년부터 2004년까지 TV가요20과 SBS 인기가요에서 나레이션을 맡아, "네~ 이어서!" 등의 유행어를 만들기도 하였다. 그 외에도 《스타 집현전》, 《호기심 천국》, 《폭소클럽》, 《아침마당》, 《이홍렬쇼》, 《달려라 하니》, 《퀴즈천하통일》 등 다양한 예능/교양 프로그램에서 내레이션을 맡아 시청자들의 사랑을 받았다.  
2004년 9월 13일, KBS 2TV의 프로그램 《일요일은 101%》 〈골목의 제왕〉 코너를 녹화하면서 가래떡을 먹는 도중 질식, 저산소성 뇌경색으로 뇌사상태가 되었다가 10월 11일 오후 6시 23분경에 다발성 장기 부전에 의한 심정지로 별세하였다 (향년 51세). 결국 그의 죽음을 계기로 그 해 가을 개편 때 일요일은 101%는 폐지되었다.
장례는 서울 이대목동병원 장례식장에서 KBS 성우극회장으로 치러졌으며 성우 김환진이 장례위원장을 맡았으며, 충청남도 천안시 천안공원묘지에 안장되었다.
대책회의 당시, KBS 예능본부의 전진학 PD의 인터뷰에서, “장정진 씨의 질식 사고를 계기로, KBS와 SBS 등 다른 방송사에서 제작하는 모든 프로그램 역시, 출연자들의 안전을 위해서 앞으로도 대형 프로그램 제작 시에 의료진과 안전 요원을 의무적으로 배치하고,  프로그램 기획 단계부터 진행까지 위험 요소를 미리미리 제거할 수 있도록 사전 기획 점검제를 도입하겠다"라고 설명하였다. 한편, 이번 사고와 관련해 KBS 시청자 상담실에선, 가학성 프로그램을 방송한 KBS를 질타하고 프로그램을 만든 방송 PD와 작가에 대해 책임을 추궁하는 수 많은 시청자들의 항의성 글이 연이어 올라오고 있었다.
문화연대 일각에선, 개인의 우발적인 실수가 아닌 출연 연예인들의 선정성과 가학성을 강조하면서 시청률 지상 주의에 매몰된 TV 프로그램들의 구조적 폐해에서 비롯된 인재이기 때문에, 이 사고를 계기로 재발 방지 대책 마련과 함께 문화적 다양성을 확대하는 방향으로 KBS와 SBS 등 각 방송사에 공문을 보냈고, 바람직한 TV 프로그램에 대한 사회적 기대를 적극 반영하도록 촉구할 것을 KBS 시청자위원회에 주문했다.

## 소속
- 한국방송 성우극회 회장
- 한국성우협회 회장

## 가족 관계
- 아버지(1995년 작고)
- 어머니 윤병녀(1925년생)
- 배우자 전명희(1954년생)
- 장남 장세영(1979년 ~ 2020년), 차남 장주영(1980년생)

- 손자 장영찬(2017년생)

- 며느리 김희선

## 인간 관계
- 그의 생전에 절친한 친구로는 희극인 엄용수와 희극인 이용식이 있었으며 친분이 있는 동료 성우로는 KBS 15기 출신인 이정구가 있었다.[2]

## 출연 작품

### TV 애니메이션
- 꾸러기 로보컴 (KBS) - 블랙 (가짜 스프링거) / 슈퍼 세븐
- 꾸러기 수비대 (KBS2) - 마초 / 해설 / 늑대 / 우라시마 타로
- 녹색전차 해모수 (KBS2) - 헤링 박사 / 오후의 태양단 두목
- 달려라 부메랑 (SBS) - 독고진 / 귀당원
- 달려라 하니 (KBS) - 홍두깨 선생님
- 천방지축 하니 (KBS) - 홍두깨 선생님
- 드래곤 파이터 (SBS) - 제니스
- 명탐정 코난 (KBS2, 투니버스) - 유명한[3]
- 명탐정 홈즈 (KBS) - 모리아티 교수
- 무적의 왕자 라이온 (KBS) - 팬더로 / 슬라이스
- 바다소년 트리톤 (KBS)
- 별나라 손오공 (KBS) - 킹 큐마
- 뽀빠이 (투니버스) - 뽀빠이
- 삼국지 (KBS2) - 장비
- 아벨 탐험대 (KBS) - 악마의 기사
- 요리왕 비룡 (KBS2) - 장룡
- 원탁의 기사 (KBS) - 란스롯
- 원피스 (KBS2, 투니버스) - 쥬라큘 미호크[4]
- 전설의 용사 다간 (SBS) - 다간
- 정글북 (KBS) - 바기라 / 타바키
- 지구는 초록별 (KBS) - 함장
- 천사소녀 네티 (KBS2) - 한스 반장 / 어른 마리오
- 천하무적 멍멍기사 (KBS2) - 아토스
- 출격! 로보텍 (SBS) - 해설
- 파워 퍼프 걸 (SBS) - 해설
- X사건 미녀탐정 (투니버스) - 장민식

### 영화 애니
- 당가도에이스 - 철가면 / 토프라 총통
- 란마 1/2 - 남궁민
- 백수왕 고라이온 - 쿠로가네 히사무(랜스)
- 명견 실버 - 존 / 빌 / 매화 / 사천왕 / 진느 / 적호 / 해설
- 우뢰매 4탄 썬더V 출동 - 남궁 박사 (남궁원)
- 무적의 자스피온 - 해설 / 마스테라스
- 비디오 전사 레저리온 - 해설
- 빛의 전사 마스크맨 - 해설 / 오 박사
- 슈퍼인간 보그맨 - 잭 / 악당 로봇
- 싸이보그 스필반 - 악당 로봇
- 애꾸눈 하록선장 - 하록
- 우주특공대 바이오맨 - 김진호 / 몬스터 / 메카 클론 1호 / 아쿠아이거 / 사이곤 / 해설
- 윈다리아 - 레가도
- 지구특공대 가글파이브 - 하정배
- 지구방위대 후뢰시맨 - 다이 / 대제 라 데우스 / 레이 바라키 / 보 가르단 / 해설
- 콤바트라V - 박사 / 단겔
- 평화의 전사 라이브맨 - 해설 / 비아스 / 아슈라 / 블랙 바이슨
- 형제전사 에이스맨 - 적군 괴인

- 정글북 - 바키라
- 우뢰매 4 - 해설
- 꼬마어사 똘이

### 외화
- 브이 (KBS) - 브라이언
- 슈퍼소년 앤드류 (KBS)
- 천사들의 합창 (KBS) - 마리아 아빠
- 투명인간(KBS) - 홉스(폴 밴 빅터)

### 영화
- 간디 (KBS) - 바커(리처드 메이어스) / 게잇(리처드 버논)
- 그렘린 2 (SBS) - 클램프 (존 글로버)
- 긴급조치 19호 - 대통령
- 길 (KBS)
- 내 사랑 컬리수 (KBS)
- 다크맨 (SBS) - 루이스 스트랙 주니어 (콜린 프릴스)
- 달려라 청춘 (KBS)
- 또다른 탄생 (SBS)
- 레드 바이올린 (KBS)
- 레드 히트 (SBS)
- 레모 (KBS) - 그로보 (찰스 치오피)
- 레인 피플 (KBS) - 아티(앤드류 던컨)
- 마이키 이야기 (SBS)
- 마지막 보이스카웃 (KBS) - 마이크 매튜스 (브루스 맥길) / 제이크(듀크 발렌티)
- 마지막 지하철 (SBS) - 스타이네 (하인츠 베넨트)
- 매트릭스 (SBS) - 스미스 요원 (휴고 위빙)
- 미이라 (KBS) - 조나단 (존 해나)
- 미이라 2 (KBS) - 조나단 (존 해나)
- 사랑의 경주(KBS) - 터크(테리 키저)
- 성룡의 홍번구 (SBS) - 토미 (마크 에이커스트림)
- 스타워즈 4 (KBS)
- 스파이 대소동 (KBS) - 버드(짐 스탈)
- 슈퍼맨 2 (86년 더빙판/KBS)
- 슈퍼맨 2 (97년 더빙판/KBS) - 조드 (테렌스 스탬프)
- 스플래시 (KBS) - 남편(프레드 러너) / 경찰(토니 롱고)
- 아이를 빌려드립니다 (KBS)
- 오명(KBS) - 크레르(프리드리히 폰 레디버)
- 올리버 트위스트 (KBS) - 이사회 인원(아이버 바나드)
- 우정있는 설복(KBS) - 하비 소령(데오도르 뉴턴) / 해설
- 일급 살인 (KBS) - 글렌 (게리 올드만)
- 저스트 프렌즈 (SBS) - 앙드레
- 죠스 (KBS)
- 죽음의 카운트다운 (KBS)
- 지옥의 묵시록 (90년 더빙판/KBS)
- 쵸크 캐년의 대모험 (MBC) - 데이비드 (스티븐 콜린스)[5]
- 카사블랑카 (KBS)
- 코만도 (KBS) - 쿠크(빌 듀크) / 로슨(드루 스나이더)
- 코튼 클럽 (SBS) - 더치 (제임스 리마)
- 클리프행어 (KBS) - 매드슨 요원(비토 루기니스) / 라이언(그레고리 스코트 커밍스)
- 테일러 오브 파나마 (SBS) - 럭스모어 (데이비드 헤이만)
- 파코와 오초 (KBS)
- 플래툰 (KBS) - 킹 (키스 데이빗)
- 핀지콘티니가의 정원 (KBS)
- 필라델피아 익스페리먼트 2 (SBS) - 말러 (게리트 그라함)
- 허드슨 호크 (KBS)
- 허비 - 몬테카를로에 가다 (KBS) - 폰트노이(자비에르 세인트-매카리)
- 39계단 (KBS) - 우유 배달부(프레데릭 파이퍼) / 의장(아이버 바나드)

### 방송 (예능, 교양, 다큐멘터리)
- 도전 1000곡(SBS)
- SBS 인기가요(SBS) - 노래 소개
- 호기심천국(SBS) - 내레이션
- 출발 철인5종경기 - 경기 소개
- 초특급 일요일만세(SBS) - 내레이션
- 일요일 일요일 밤에(MBC) - 내레이션
- 뮤직플러스(KBS2) - 내레이션
- 스타 도네이션 꿈은 이루어진다(SBS)
- 고인돌(광주MBC)
- 특종! 사건파일(KBS)
- 생방송 TV가요20(SBS)
- 최고의 밥상(SBS)
- 기분좋은 밤(SBS)
- 로드쇼 힘나는 일요일(SBS)
- 뷰티풀 라이프(SBS)
- 파워쇼 한중일 삼국지(KBS2) - 내레이션
- 스타 집현전(KBS2) - 내레이션
- 백색미로(KBS) - 내레이션
- 퀴즈 주부대학 (KBS2) - 내레이션
- 퀴즈로 배웁시다(KBS2) - 내레이션
- 원초적 무기(SBS) - 지그조우
- 성의(SBS) - 티베리우스 황제
- 쇼! 행운열차(KBS) - 내레이션
- 날아라 뿔논병아리(MBC - 내레이션)[6]
- 오리무중(MBC)
- 퍼즐 특급열차(KBS2)
- 폭소클럽(KBS2)
- 컴퓨터 퀴즈대결(KBS2)
- TV 오디션 도전 60초(KBS2) - 내레이션
- 슈퍼선데이(KBS2) - 내레이션
- 슈퍼TV 일요일은 즐거워(KBS2) - 내레이션
- 뮤직뱅크(KBS2) - 예고편 및 노래 소개, 내레이션
- 자유선언 오늘은 토요일(KBS2) - 내레이션
- 비디오 챔피언(KBS2) - 내레이션
- 시사터치 코미디파일(KBS2) - 내레이션
- 자유선언 토요대작전(KBS2) - 내레이션
- 대발견 세상에 이런법이(KBS2) - 내레이션
- 퍼즐 특급열차(KBS2) - 내레이션
- 테마쇼 인체여행(KBS) - 내레이션
- 쇼 일요천하(SBS) - 내레이션
- 로드쇼 힘나는 일요일(SBS) - 내레이션
- 일요일은 101% (KBS2) - 내레이션, 방송사고로 이후 사망
- KBS 연기대상 (KBS) - 예고편
- KBS 가요대상 (KBS) - 예고편
- KBS 연예대상 (KBS) - 예고편
- SBS 가요대전 (SBS) - 예고편
- SBS 연예대상 (SBS) - 예고편
- SBS 연기대상 (SBS) - 예고편
- 1992년 ~ 1995년 한국 슈퍼모델 선발대회 (SBS) - 내레이션

## 광고
- 공익광고협의회 - 자녀에게 관심을,귀중한 한표, 산업폐수 (라디오광고)
- BC카드
- 인텔
- 동서식품 - 포스트, 오레오 오즈
- 해태제과식품 - 자유시간
- 당신은 골프왕
- 유한양행 - 콘택600
- 푸르밀 - 둘리우유
- 롯데웰푸드 - 꼬깔콘, 월드콘, 제로껌, 토픽, 슈퍼칩스, 범벅바, 찐빵바, 무설탕, 후라보노, 맥스, 더블비안코, 우주선, 빼빼로, 빙빙바, 왔다껌판박이, 피자터치
- TJ미디어 질러넷
- 한국투자증권
- 농심 - 매코미, 포테토칩, 무파마, 쫄병스낵
- 기아 - 카렌스2
- 오뚜기 - 북경반점
- 서울우유
- 주부닷컴
- 롯데리아 - 불갈비버거
- KFC - 오리지날치킨, 징거버거, 루니툰 세트, 루니툰 스페셜
- KT - 코리아팀 화이팅
- SK텔레콤 - 스피드011 010 010번호변경 요금체험단 JUNE
- 팜스퀘어
- 레고코리아
- 플레이스테이션
- 삼양식품 - 삼양짱구
- CJ제일제당 - 군만두
- 한국야쿠르트 - 에이스 400
- 팔도 - 김치맵시면
- 코카콜라
- 롯데칠성음료 - 말벌 100km
- 롯데월드 - 지하철 타면 간다(2002년)
- 삼익제약 - 키디
- SK에너지 - 엔크린 보너스카드 OK 캐쉬백 쿠폰
- 삼아제약 - 스마엘
- 제일헬스사이언스 - 케펜텍
- 마이크로 - 항균노트, 톰과제리, 색종이
- 남양유업 - 불가리스
- 한독 - 다가 ,케토톱
- 후지필름 - 수퍼200
- LG유플러스 - 카이홀맨, 통화빵빵, 문자빵빵
- 빙그레 - 키위아작
- 모나리자 - 울트라녹스
- 일양약품 - 나폴레온 철력, 원비 F
- 동아제약 - 써큐란(배우:박영규)
- 도미노피자
- 동화약품 - 까스활명수
- 아남전자 - 아남오디오
- 필립스전자 - 필립스TV
- 정우제과 - 핑핑캔디 파워탕
- 국제약품 - 센스틱 슬림
- LS네트웍스
- 대상 - 쿡조이
- 한국GM - 마티즈
- 농심켈로그 - 크리스피
- 라이트모형 - 싸이클론
- 한국네슬레
- 무주리조트 - 무주 YES클럽

### 예고
- 《피막》(금성)
- 《내시》(금성)
- 《허튼소리》(금성)
- 《페르세우스와 메두사》(금성)
- 《태양검》(금성)
- 《영웅연가》(금성)
- 《만화잔치》(SBS)

### 기타
- TJ미디어 질러넷 기기 퀴즈 (2002년 런칭)
- jtL 1st fan meeting 'from jtL' 진행 나레이션

## 수상 경력
- 2001년 SBS 연기대상 특별상
- 2003년 KBS 연예대상 최우수성우상
- 2004년 KBS 라디오 연기 대상 공로상